# Silvester Belt
Silvester Belt, właśc. Silvestras Beltė (ur. 26 listopada 1997 w Kownie) – litewski piosenkarz i autor tekstów. Reprezentant Litwy w 68. Konkursie Piosenki Eurowizji (2024).

## Życiorys
Urodził się w Kownie na Litwie. Jest absolwentem szkoły muzycznej Konserwatorium im. Juozasa Gruodziusza. W 2019 ukończył studia na londyńskim uniwersytecie University of Westminster. 

### Kariera
Zadebiutował w 2010 w preselekcjach Vaikų Eurovizijos nacionalinė atranka, które wyłaniały reprezentanta Litwy w 8. Konkursie Piosenki Eurowizji Junior z piosenką „Pi-Pa-Po”. Z pierwszego półfinału otrzymał awans do finału. W finale zajął 8. miejsce.
W 2017 zwyciężył litewskie reality show Aš – superhitas. W 2018 wziął udział w litewskiej wersji programu X-Factor.
W grudniu 2023 pojawił się wśród kandydatów litewskich preselekcji Eurovizija.LT z piosenką „Luktelk”. Z pierwszego półfinału pomyślnie awansował do finału. 17 lutego wygrał finał preselekcji, dzięki czemu otrzymał prawo do reprezentowania Litwy w 68. Konkursie Piosenki Eurowizji. 7 maja 2024 wystąpił w pierwszym półfinale i pomyślnie otrzymał awans do finału. 11 maja wystąpił jako siódmy w kolejności i zajął 14. miejsce, zdobywszy 90 punktów w tym 32 pkt od jury (17. miejsce) i 58 pkt od widzów (10. miejsce).

## Życie prywatne
W 2017 ujawnił, że jest osobą biseksualną.

## Dyskografia

### Single
| Rok | Tytuł           | Najwyższa pozycja na liście | Najwyższa pozycja na liście | Najwyższa pozycja na liście | Certyfikat         | Album |
| Rok | Tytuł           | LTU                         | FIN                         | SWE                         | Certyfikat         | Album |
| --- | --------------- | --------------------------- | --------------------------- | --------------------------- | ------------------ | ----- |
| 2017 | „Noise”         | X                           | –                           | –                           |                    | –     |
| 2017 | „Tave radau”    | X                           | –                           | –                           |                    | –     |
| 2020 | „Enough 4 U”    | –                           | –                           | –                           |                    | –     |
| 2022 | „Ar dar matai”  | 48                          | –                           | –                           |                    | –     |
| 2023 | „Vidury naktų”  | –                           | –                           | –                           |                    | –     |
| 2024 | „Luktelk”       | 1                           | 44                          | 83                          | - LTU: złota płyta | –     |
| 2024 | „Tyliai Tyliai” | –                           | –                           | –                           |                    | –     |
| „–” oznacza, że singel nie był notowany na danej liście. „X” oznacza, że lista nie istniała w danym okresie. |                 |                             |                             |                             |                    |       |